# Byrsonima crassa
Byrsonima crassa là một loài thực vật có hoa trong họ Malpighiaceae. Loài này được Nied. mô tả khoa học đầu tiên năm 1901.

## Hình ảnh

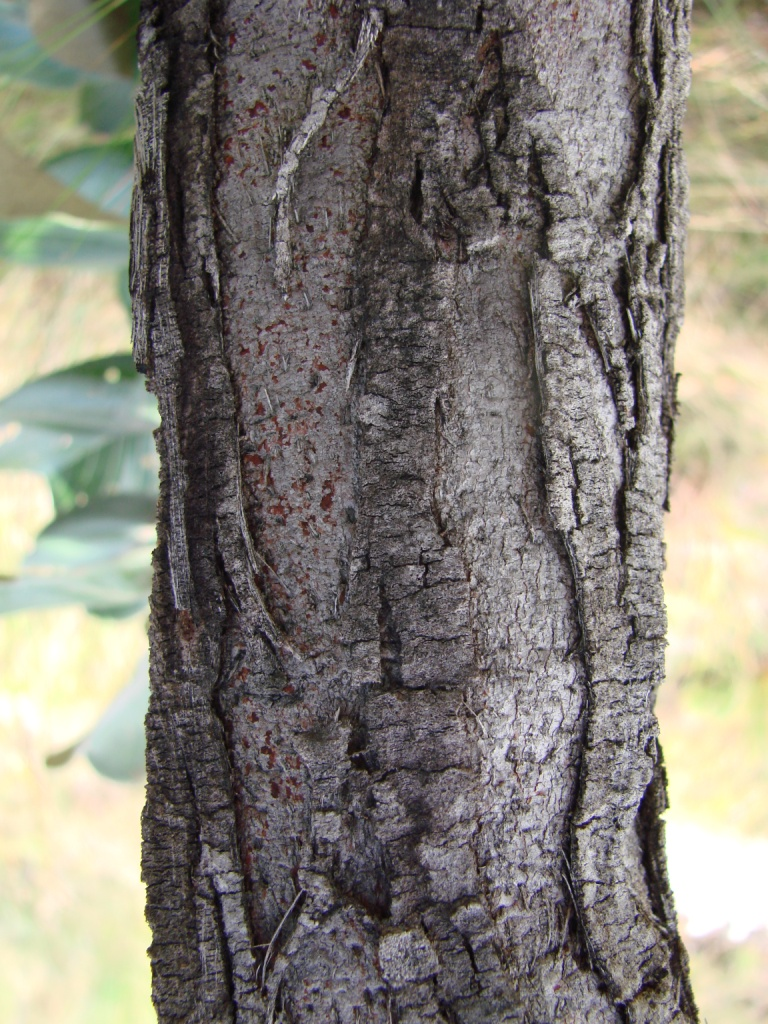
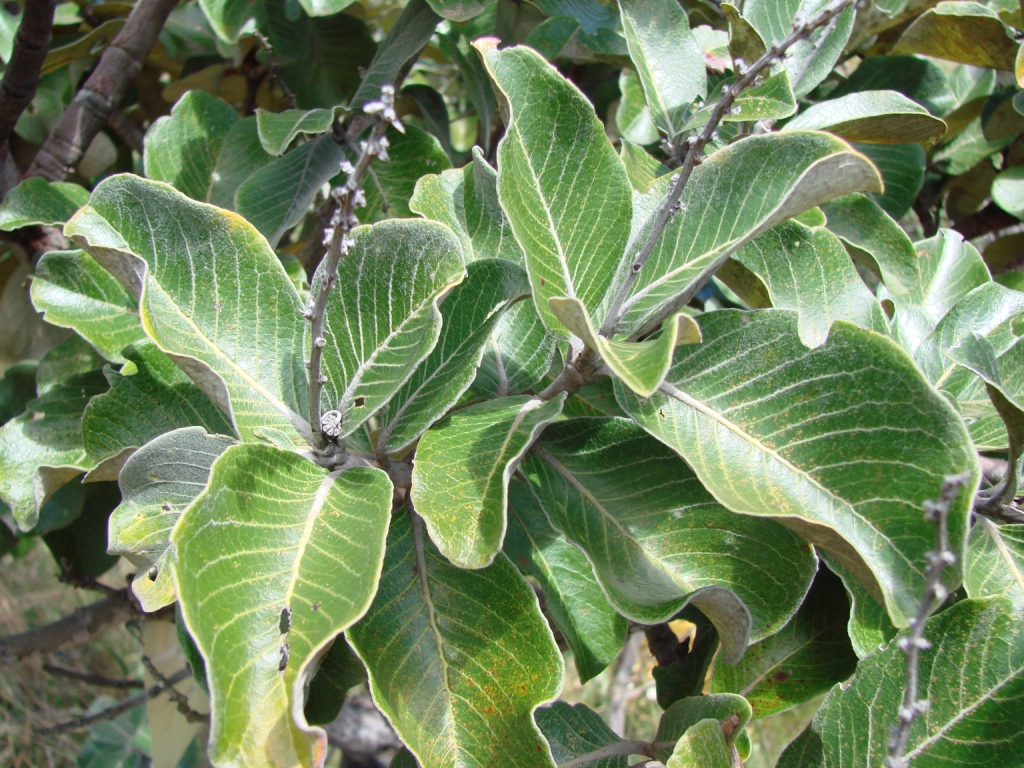
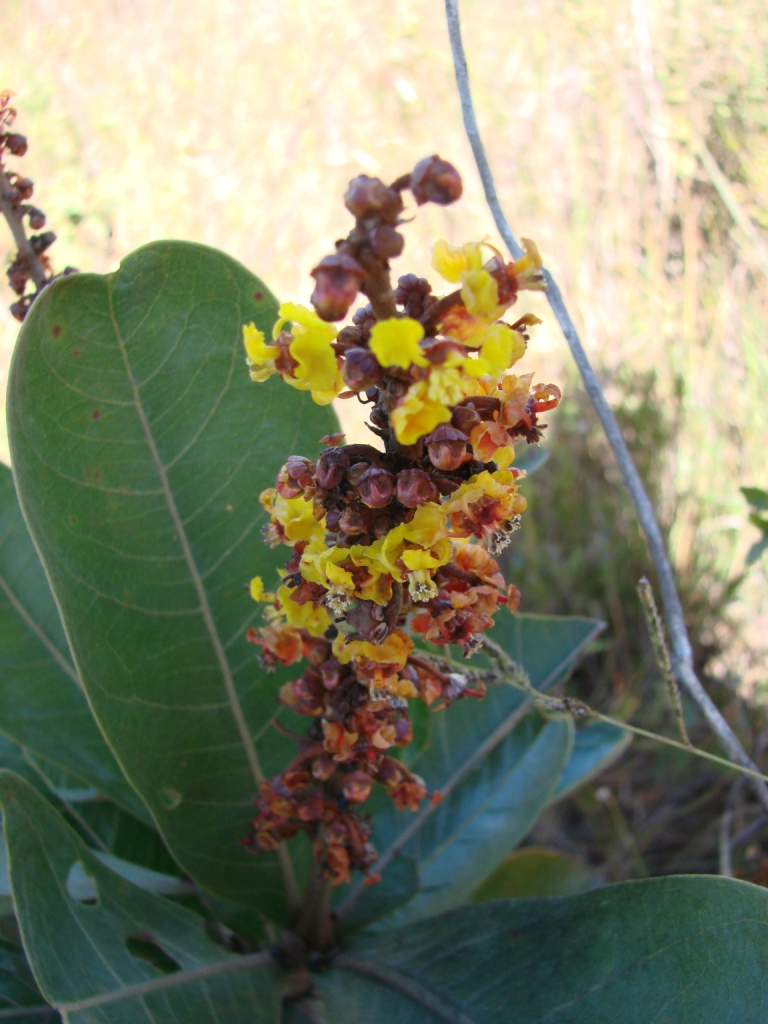